# Antis (chó)
Antis (1939 - 1953), còn được gọi là Ant, là một con chó đã nhận được Huy chương Dickin vào năm 1949 từ Văn phòng Nhân dân cho Động vật bị bệnh vì sự dũng cảm phục vụ ở Anh và Bắc Phi trong Thế chiến thứ hai.

## Cuộc đời
Khi Pháp đầu hàng Đức, Bozděch và Antis chuyển đến Anh để gia nhập Phi đội số 311 (Tiệp Khắc) RAF, đầu tiên đóng tại Speke, Liverpool, nơi Antis hỗ trợ tìm kiếm những người sống sót sau một cuộc không kích, mặc dù nó cũng đang bị thương. Vài tháng sau, Phi đội 311 được đưa lên RAF East Wretham ở Norfolk và mặc dù có quy định cấm Antis bay cùng Bozděch, nó đã tham gia vào khoảng 30 nhiệm vụ.
Antis trở thành linh vật cho phi đội cũng như thú cưng cá nhân, nhưng ở lại với Bozděch khi anh này trở về Tiệp Khắc quê hương sau chiến tranh. Khi Bozděch phải chạy trốn khỏi Tiệp Khắc một lần nữa vào năm 1948 sau cuộc đàn áp ngày càng tăng của các nhân viên quân đội phục vụ cho phe đồng minh phương Tây, những người gần đây đã giành được quyền lực sau cuộc đảo chính Tiệp Khắc năm 1948, Antis đã giúp ông ta trốn thoát, hướng dẫn ông và một số người khác trong nhóm họ về các vị trí đèn rọi an ninh, các vị trí được canh gác và vị trí súng máy cố định, trợ giúp họ băng qua an toàn vào Tây Đức.
Antis được chính thức công nhận về các đức tính anh hùng vào năm 1949, khi anh ấy được trao Huân chương Dickin, thường được gọi là"Thánh giá Victoria của động vật". Václav Bozděch trở thành một công dân Anh hai năm sau đó, vào năm 1951, và Antis sống với anh ta cho đến khi nó chết khoảng 13 - 14 tuổi.